# 1905 год в авиации
Список событий в авиации в 1905 году.

## События
- 18 июня — первый полёт планера Bleriot-II.[1]
- 7 сентября — первый полёт экспериментального самолёта Santos-Dumont 14-bis конструкции Альберта Сантос-Дюмона.
- 14 октября — образована Международная авиационная федерация (FAI).

## Персоны

### Родились
- 27 января — Полбин, Иван Семёнович, советский лётчик, дважды Герой Советского Союза (1942, 1945 посмертно), гвардии генерал-майор авиации (1943).
- 31 января — Хользунов, Виктор Степанович, лётчик-бомбардировщик. Командир эскадрильи бомбардировщиков в войсках республиканской Испании, комдив, Герой Советского Союза.
- 20 марта — Алексей Николаевич Грацианский, лётчик-испытатель, конструктор, кандидат географических наук, Герой Советского Союза.
- 5 августа — Микоян, Артём Иванович, советский авиаконструктор, генерал-полковник инженерно-технической службы, глава ОКБ-155.
- 23 августа — Розанов, Константин Владимирович, французский военный лётчик, лётчик-испытатель, один из пионеров реактивных полётов. Освоил 201 тип самолётов и вертолётов, провёл 5000 часов в воздухе, в том числе 3865 часов в боевом строю, 104 раза преодолевал звуковой барьер.